# I Liceum Ogólnokształcące im. Władysława Broniewskiego w Świdniku
I Liceum Ogólnokształcące im. Władysława Broniewskiego w Świdniku – najstarsze liceum ogólnokształcące w Świdniku, popularnie określane Bronkiem.

## Historia
Szkoła powstała w roku 1952 jako Szkoła Ogólnokształcąca Stopnia Podstawowego i Licealnego (tzw. 11-latka – 7 klas podstawowych i 4 liceum). Pierwszym dyrektorem został Piotr Denis. Budynek szkoły zaczęto budować w roku 1951, a oddano go do użytku 3 września 1952 roku.
Szkoła podstawowa, która funkcjonowała w ramach Szkoły Ogólnokształcącej Stopnia Podstawowego i Licealnego wyodrębniła się w roku szkolnym 1967/1968. Stała się ona Szkołą Podstawową nr 3 i w roku 1974 przeniesiono ją do innego budynku.
W czerwcu 1963 roku szkoła otrzymała sztandar, który zaginął w nieznanych okolicznościach. W roku 1999 szkoła otrzymała drugi sztandar. Uroczystość jego nadania miała miejsce 19 czerwca 1999 roku.
W tym samym czasie kiedy szkoła otrzymała pierwszy sztandar nadano jej również imię – Władysława Broniewskiego.
W roku 1981 szkoła brała udział w tzw. strajku lubelskich nauczycieli. Strajk miał charakter strajku czynnego – nauczyciele organizowali dodatkowe lekcje z historii, podczas których poruszano tzw. białe plamy, czyli tematy zabronione do przekazywania uczniom. Wobec tego w grudniu 1981 odwołano ze stanowiska dyrektora Władysława Myka oraz jego zastępcę Józefa Woźniaka. W styczniu 1982 roku na nowego dyrektora mianowano Lucjana Cholewę. W 1989 roku lubelski kurator oświaty pisemnie przeprosił Myka za odwołanie go z funkcji dyrektora.
Uchwałą rady miejskiej Miasta Świdnik z 28 czerwca 2002 roku I Liceum Ogólnokształcące im. Władysława Broniewskiego w Świdniku otrzymało tytuł Zasłużony dla Miasta Świdnika.
18 kwietnia 2011 roku miała miejsce uroczystość posadzenia na terenie szkoły dębu upamiętniającego Józefa Karbownika, policjanta zamordowanego w kwietniu 1940 roku w Twerze. Jest to Dąb Pamięci posadzony w ramach programu „Katyń… ocalić od zapomnienia” .
W lipcu 2020 roku szkoła – jako jedna z szesnastu w Polsce – została zakwalifikowana do programu „CYBER.MIL z klasą” pod patronatem Ministerstwa Obrony Narodowej, dzięki czemu w roku szkolnym 2021/2022 powstała klasa o profilu „cyberbezpieczeństwo i nowoczesne technologie informatyczne”. Może do niej zostać przyjętych od 10 do 15 uczniów, a poza przedmiotami przewidzianymi w podstawie programowej realizowane są dodatkowo podstawy i historia kryptografii, podstawy algorytmiki, podstawy cyberbezpieczeństwa oraz zarządzanie bezpieczeństwem danych i informacji. Nadzór merytoryczny sprawują Narodowe Centrum Bezpieczeństwa Cyberprzestrzeni oraz Wojskowa Akademia Techniczna.
W ciągu 60 lat historii szkoły ukończyło ją ponad 7 000 absolwentów.

## Dyrektorzy
- Piotr Denis (1952–1955)
- Antoni Rubaj (1955–1970)
- Władysław Myk (1971–1981)
- Lucjan Cholewa (1982–1991)
- Marek Rej (1992–1997)
- Joanna Gałas (1997–2006)
- Stanisław Stefańczyk (2006-2023)
- Tomasz Król (od 2023)

## Znani absolwenci
- Tomasz Chmielik
- Krzysztof Gordon
- Sławomir Myk
- Bolesław Stelmach
- Kazimierz Trębacz
- Krzysztof Żuk[12]